# Tubispirodiscus
Tubispirodiscus es un género de foraminífero bentónico de la subfamilia Archaediscinae, de la familia Archaediscidae, de la superfamilia Archaediscoidea, del suborden Fusulinina y del orden Fusulinida. Su especie tipo es Tubispirodiscus simplissimus. Su rango cronoestratigráfico abarca el Viseense (Carbonífero inferior).

## Discusión
Algunas clasificaciones más recientes incluyen Tubispirodiscus en el Suborden Archaediscina, del Orden Archaediscida, de la Subclase Afusulinana y de la Clase Fusulinata.

## Clasificación
Tubispirodiscus incluye a las siguientes especies:
- Tubispirodiscus leckwijcki †
- Tubispirodiscus settlensis †
- Tubispirodiscus simplissimus †